# جون أ. غيبني جونيور
جون أ. غيبني جونيور (بالإنجليزية: John A. Gibney, Jr.) هو قاضي ومحامي أمريكي، ولد في 27 أكتوبر 1951 في كوتسفيل في الولايات المتحدة.